# Cœurs enflammés
Pour plus de détails, voir Fiche technique et Distribution.
Cœurs enflammés (Surrender) est un film américain réalisé par Allan Dwan, sorti en 1950.

## Synopsis
Après avoir laissé son mari Henry Vaan emprisonné à Houston, la belle Violet Barton, elle-même recherchée par la police de San Antonio, s'installe dans la ville frontière de La Mirada avec sa sœur Janet. Alors que Janet ouvre une boutique, Violet fait du charme à un joueur de blackjack pour qu'il vole de l'argent à son patron, Greg De Laney, afin de pouvoir lui acheter un bracelet. Lorsque Greg arrive chez elle pour récupérer ce bracelet, Violet flirte avec lui.
Pendant ce temps, Janet a attiré l'attention du journaliste Johnny Hale, un vieil ami de Greg. Elle tombe amoureuse de lui, mais dès que Violet apprend que sa famille est une des plus riches du Texas, elle abandonne Greg et tente de séduire Johnny. Violet, qui croit qu'elle est divorcée de Vaan, persuade Johnny de s'enfuir avec elle. Mais, rapidement, elle s'ennuie et cherche à renouer avec Greg. Celui-ci cependant est loyal envers son ami et menace Violet de la tuer si elle lui fait du mal.
Un jour, Vaan, libéré de prison, arrive à La Mirada et cherche à faire chanter Violet puisqu'elle est en fait bigame. Violet fait entrer Vaan dans le bureau de Greg et le tue. Lorsque Johnny est découvert penché sur le corps, il est arrêté pour meurtre par le Shérif William Howard. Johnny pense que Greg a tué Vaan pour le protéger et refuse de parler. Greg aide son ami à s'évader, tout en le croyant coupable. En chemin vers la frontière, Johnny clame son innocence et Violet confesse le meurtre. Greg force alors Violet à s'enfuir avec lui, laissant Johnny vivre son amour avec Janet. Le shérif et son posse poursuivent Greg et Violet.

## Fiche technique
- Titre original : Surrender
- Titre français : Cœurs enflammés
- Réalisation : Allan Dwan
- Scénario : James Edward Grant, Sloan Nibley (en)
- Direction artistique : James W. Sullivan (en)
- Décors : John McCarthy Jr. (en), Charles S. Thompson (en)
- Costumes : Adele Palmer
- Photographie : Reggie Lanning
- Son : Richard Tyler (en), Howard Wilson
- Montage : Richard L. Van Enger
- Musique : Nathan Scott
- Production : Allan Dwan
- Société de production : Republic Pictures
- Société de distribution : Republic Pictures
- Pays de production :  États-Unis
- Langue originale : anglais
- Format : Noir et blanc  — 35 mm — 1,37:1 — son mono
- Genre : Western
- Durée : 90 minutes
- Dates de sortie : 
  - États-Unis : 15 septembre 1950
  - France : 15 octobre 1954

## Distribution
- Vera Ralston : Violet Barton
- John Carroll : Greg De Laney
- Walter Brennan : shérif William Howard
- Francis Lederer : Henry Vaan
- William Ching : Johnny Hale
- Maria Palmer : Janet Barton
- Jane Darwell : Mme Hale
- Roy Barcroft : adjoint du shérif
- Paul Fix : Williams
- Elizabeth Dunne (non créditée) : la vieille dame

## Chanson du film
- "Surrender" : paroles et musique de Jack Elliott et John Carroll